# Mandinga
«Mandinga» — румунський гурт, що виконує музику в стилі латина та поп.
10 березня 2012 року «Mandinga» був обраний, щоб представити Румунію на пісенному конкурсі Євробачення 2012 в Баку. Конкурсна композиція «Zaleilah» була виконана в першому півфіналі пісенного фестивалю. За результатами півфіналу, який відбувся 22 травня 2012 року, гурт пройшов до фіналу. На цьому конкурсі, в першому півфіналі зайняла 3-тє місце, отримав 120 балів, що дає їм можливість представити країну у фіналі конкурсу Євробачення 2012. 26 травня, у фіналі, група зайняла 12-те місце, отримав 71 бал.
Раніше гурт вже робив спроби участі на Євробаченні, брав участь в національному відборі 2005 року, проте так і не став переможцем.

## Дискографія

### Альбоми
- …de corazón (2003)
- Soarele meu (2005)
- Gozalo (2006)
- Donde (2008)
- Club de Mandinga (2012)